# Öslövs församling
Öslövs församling var en församling  i Lunds stift i nuvarande Eslövs kommun. Församlingen uppgick tidigt i Bosarps församling.

## Administrativ historik
Församlingen har medeltida ursprung och uppgick tidigt i Bosarps församling.